# Un rêve (Holmès)
Un rêve est une mélodie d'Augusta Holmès composée en 1891.

## Composition
Augusta Holmès compose Un rêve en 1891, sur un poème écrit par elle-même. C'est une mélodie pour ténor et contralto. L'œuvre est en si majeur. Elle est publiée aux éditions Léon Grus.